# Gewichtheffen op de Olympische Zomerspelen 1936
Gewichtheffen is een van de sporten die beoefend werden tijdens de Olympische Zomerspelen 1936 in Berlijn. De wedstrijden werden gehouden in de Deutschlandhalle.

## Heren

### vedergewicht (tot 60 kg)
| rang   | sporter(s)       | land | drukken | trekken | stoten   | totaal   |
| ------ | ---------------- | ---- | ------- | ------- | -------- | -------- |
| Goud   | Anthony Terlazzo | USA  | 92.5 kg | 97.5 kg | 122.5 kg | 312.5 kg |
| Zilver | Saleh Soliman    | EGY  | 85.0 kg | 95.0 kg | 125.0 kg | 305.0 kg |
| Brons  | Ibrahim Shams    | EGY  | 80.0 kg | 95.0 kg | 125.0 kg | 300.0 kg |
| 4      | Anton Richter    | AUT  | 80.0 kg | 97.5 kg | 120.0 kg | 297.5 kg |
| 5      | Georg Liebsch    | GER  | 92.5 kg | 90.0 kg | 107.5 kg | 290.0 kg |
| 6      | Attilio Bescape  | ITA  | 87.5 kg | 90.0 kg | 110.0 kg | 287.5 kg |
| 7      | John Terry       | USA  | 75.0 kg | 92.5 kg | 120.0 kg | 287.5 kg |
| 8      | Max Walter       | GER  | 75.0 kg | 90.0 kg | 115.0 kg | 280.0 kg |

### lichtgewicht (tot 67.5 kg)
| rang  | sporter(s)      | land | drukken  | trekken  | stoten   | totaal   |
| ----- | --------------- | ---- | -------- | -------- | -------- | -------- |
| Goud  | Robert Fein     | AUT  | 105.0 kg | 100.0 kg | 137.5 kg | 342.5 kg |
| Goud  | Anwar Mesbah    | EGY  | 92.5 kg  | 105.0 kg | 145.0 kg | 342.5 kg |
| Brons | Karl Jansen     | GER  | 95.0 kg  | 100.0 kg | 132.5 kg | 327.5 kg |
| 4     | Karl Schwitalle | GER  | 95.0 kg  | 100.0 kg | 127.5 kg | 322.5 kg |
| 5     | John Terpak     | USA  | 97.5 kg  | 100.0 kg | 125.0 kg | 322.5 kg |
| 6     | Ibrahim Masoud  | EGY  | 90.0 kg  | 100.0 kg | 132.5 kg | 322.5 kg |
| 7     | René Duverger   | FRA  | 97.5 kg  | 95.0 kg  | 125.0 kg | 317.5 kg |
| 8     | Robert Mitchell | USA  | 85.0 kg  | 97.5 kg  | 130.0 kg | 312.5 kg |

### middengewicht (tot 75 kg)
| rang   | sporter(s)         | land | drukken  | trekken  | stoten   | totaal   |
| ------ | ------------------ | ---- | -------- | -------- | -------- | -------- |
| Goud   | Khadr El Touni     | EGY  | 117.5 kg | 120.0 kg | 150.0 kg | 387.5 kg |
| Zilver | Rudolf Ismayr      | GER  | 107.5 kg | 102.5 kg | 142.5 kg | 352.5 kg |
| Brons  | Adolf Wagner       | GER  | 97.5 kg  | 112.5 kg | 142.5 kg | 352.5 kg |
| 4      | Anton Hangel       | AUT  | 95.0 kg  | 110.0 kg | 137.5 kg | 342.5 kg |
| 5      | Stanley Kratkowski | USA  | 95.0 kg  | 107.5 kg | 135.0 kg | 337.5 kg |
| 6      | Hans Valla         | AUT  | 102.5 kg | 102.5 kg | 130.0 kg | 335.0 kg |
| 7      | Carlo Galimberti   | ITA  | 100.0 kg | 102.5 kg | 130.0 kg | 332.5 kg |
| 8      | Pierre Alleene     | FRA  | 90.0 kg  | 105.0 kg | 135.0 kg | 330.0 kg |

### halfzwaargewicht (tot 82.5 kg)
| rang   | sporter(s)        | land | drukken  | trekken  | stoten   | totaal   |
| ------ | ----------------- | ---- | -------- | -------- | -------- | -------- |
| Goud   | Louis Hostin      | FRA  | 110.0 kg | 117.5 kg | 145.0 kg | 372.5 kg |
| Zilver | Eugen Deutsch     | GER  | 105.0 kg | 110.0 kg | 150.0 kg | 365.0 kg |
| Brons  | Ibrahim Wasif     | EGY  | 100.0 kg | 110.0 kg | 150.0 kg | 360.0 kg |
| 4      | Helmut Opschruf   | GER  | 97.5 kg  | 110.0 kg | 147.5 kg | 355.0 kg |
| 5      | Nicolas Scheitler | LUX  | 105.0 kg | 105.0 kg | 140.0 kg | 350.0 kg |
| 6      | Fritz Haller      | AUT  | 97.5 kg  | 110.0 kg | 142.5 kg | 350.0 kg |
| 7      | William Good      | USA  | 100.0 kg | 105.0 kg | 145.0 kg | 350.0 kg |
| 8      | Mohamed Geissa    | EGY  | 95.0 kg  | 110.0 kg | 142.5 kg | 347.5 kg |

### zwaargewicht (boven 82.5 kg)
| rang   | sporter(s)        | land | drukken  | trekken  | stoten   | totaal   |
| ------ | ----------------- | ---- | -------- | -------- | -------- | -------- |
| Goud   | Josef Manger      | GER  | 132.5 kg | 122.5 kg | 155.0 kg | 410.0 kg |
| Zilver | Václav Pšenička   | TCH  | 122.5 kg | 125.0 kg | 155.0 kg | 402.5 kg |
| Brons  | Arnold Luhaäär    | EST  | 115.0 kg | 120.0 kg | 165.0 kg | 400.0 kg |
| 4      | Ronald Walker     | GBR  | 110.0 kg | 127.5 kg | 160.0 kg | 397.5 kg |
| 5      | Houssein Moukhtar | EGY  | 112.5 kg | 122.5 kg | 160.0 kg | 395.0 kg |
| 6      | Josef Zemann      | AUT  | 110.0 kg | 122.5 kg | 155.0 kg | 387.5 kg |
| 7      | Paul Wahl         | GER  | 115.0 kg | 110.0 kg | 150.0 kg | 375.0 kg |
| 8      | Rudolf Schilberg  | AUT  | 125.0 kg | 107.5 kg | 140.0 kg | 372.5 kg |

## Medaillespiegel
| rang   | land              | goud | zilver | brons | totaal |
| ------ | ----------------- | ---- | ------ | ----- | ------ |
| 1      | Egypte            | 2    | 1      | 2     | 5      |
| 2      | Duitsland         | 1    | 2      | 2     | 5      |
| 3      | Frankrijk         | 1    | 0      | 0     | 1      |
| 3      | Oostenrijk        | 1    | 0      | 0     | 1      |
| 3      | Verenigde Staten  | 1    | 0      | 0     | 1      |
| 6      | Tsjecho-Slowakije | 0    | 1      | 0     | 1      |
| 7      | Estland           | 0    | 0      | 1     | 1      |
| totaal | totaal            | 6    | 4      | 5     | 15     |

Athene 1896 · 
St. Louis 1904 · 
Antwerpen 1920 · 
Parijs 1924 · 
Amsterdam 1928 · 
Los Angeles 1932 · 
Berlijn 1936 · 
Londen 1948 · 
Helsinki 1952 · 
Melbourne 1956 · 
Rome 1960 · 
Tokio 1964 · 
Mexico-stad 1968 · 
München 1972 · 
Montréal 1976 · 
Moskou 1980 · 
Los Angeles 1984 · 
Seoel 1988 · 
Barcelona 1992 · 
Atlanta 1996 · 
Sydney 2000 · 
Athene 2004 · 
Peking 2008 · 
Londen 2012 · 
Rio de Janeiro 2016 · 
Tokio 2020 · 
Parijs 2024 · 
Los Angeles 2028 
Medaillewinnaars
Atletiek · Basketbal · Boksen · Gewichtheffen · Handbal · Hockey · Honkbal (demonstratie) · Kanovaren · Kunstwedstrijden · Moderne vijfkamp · Paardensport · Polo · Roeien · Schermen · Schietsport · Schoonspringen · Turnen · Voetbal · Waterpolo · Wielersport · Worstelen · Zeilen · Zweefvliegen (demonstratie) · Zwemmen